# Comuna de Wola Krzysztoporska
Wola Krzysztoporska (polaco: Gmina Wola Krzysztoporska) é uma gminy (comuna) na Polónia, na voivodia de Lodz e no condado de Piotrkowski. A sede do condado é a cidade de Wola Krzysztoporska.
De acordo com os censos de 2004, a comuna tem 11 535 habitantes, com uma densidade 67,7 hab/km².

## Área
Estende-se por uma área de 170,41 km², incluindo:
- área agrícola: 83%
- área florestal: 9%

## Demografia
Dados de 30 de Junho 2004:
|                      | Total   | Total | Mulheres | Mulheres | Homens  | Homens |
| -------------------- | ------- | ----- | -------- | -------- | ------- | ------ |
|                      | pessoas | %     | pessoas  | %        | pessoas | %      |
| População            | 11 535  | 100   | 5801     | 50,3     | 5734    | 49,7   |
| Densidade (pop./km²) | 67,7    | 100   | 34       | 34       | 33,6    | 33,6   |

De acordo com dados de 2002, o rendimento médio per capita ascendia a 1304,2 zł.

## Subdivisões
- Blizin, Bogdanów, Bogdanów-Kolonia, Borowa, Bujny, Gąski, Glina, Gomulin, Gomulin-Kolonia, Jeżów, Kacprów, Kamienna, Kozierogi, Krężna, Krężna-Kolonia, Krzyżanów, Laski, Ludwików, Majków Duży, Mąkolice, Miłaków, Moników, Mzurki-Budków, Oprzężów, Parzniewice, Parzniewiczki, Pawłów Dolny, Pawłów Górny, Piaski, Piekarki, Piekary, Poraj, Praca, Radziątków, Rokszyce, Siomki.

## Comunas vizinhas
- Bełchatów, Drużbice, Grabica, Kamieńsk, Piotrków Trybunalski, Rozprza